# NGC 5209
NGC 5209 ist eine 13,5 mag helle Elliptische Galaxie vom Hubble-Typ E2 mit aktivem Galaxienkern im Sternbild Jungfrau auf der Ekliptik. Sie ist schätzungsweise 313 Millionen Lichtjahre von der Milchstraße entfernt und hat einen Durchmesser von etwa 110.000 Lichtjahren.

Im selben Himmelsareal befinden sich u. a. die Galaxien NGC 5208, NGC 5210, NGC 5212, NGC 5239.
Das Objekt wurde am 23. Januar 1784 von Wilhelm Herschel mit einem 18,7-Zoll-Spiegelteleskop entdeckt, der sie dabei mit „Two. Both vF and vS“ beschrieb. Bei dem anderen genannten Objekt handelt es sich um NGC 5208.